# Tropico 3
Tropico 3 — компьютерная игра, политический и градостроительный симулятор, разработанный Болгарской студией Haemimont Games и изданный Kalypso Media на платформах PC и Xbox 360.
Основное изменение — переход к трёхмерной графике и наличие полноценного мультиплеера.
По сюжету, игрок возглавляет небольшое островное государство в Латинской Америке, напоминающую Кубу. Действие происходит в разгар холодной войны, что оказывает влияние на ход событий. В игре присутствуют политическая, экономическая и градостроительная составляющие.
18 декабря 2018 года Feral Interactive представила переработанную версию игры Tropico 3 для iPad, а в 2019 году — и для iOS, под названием Tropico. Версия игры для Android была выпущена 5 сентября 2019 года.

## Возможности игры
Игроку необходимо обеспечить выполнение пяти основных потребностей каждого жителя. Это еда, жильё, религия, развлечения и медицинское обеспечение. Каждая из этих потребностей влияет на уровень удовлетворенности населения, и важна по-разному для каждого жителя. Если счастье на низком уровне, то народ может перейти к повстанцам. Когда повстанцев набирается много, они атакуют различные объекты, в том числе дворец. Подрыв дворца означает поражение в игре. Поэтому в случае низкого счастья необходима большая армия для подавления мятежей. В свою очередь, военные должны быть довольны жизнью, иначе может произойти военный переворот.
Для обеспечения граждан продуктами необходимо строить фермы с пищевыми культурами, например кукурузой. Технические культуры, например, табак, в пищу не годятся.
Для удовлетворения потребности в религии нужно построить храмы.
Если жителям не строить жильё (или им нечем за него платить), то они самостоятельно строят лачуги. Лачуги портят красоту окружающего пространства, проживание в них понижает счастье жителей и повышает преступность. Более хорошие дома необходимо содержать, но можно брать за их использование ренту.
Для удовлетворения потребностей в развлечениях надо построить соответствующие здания: бар, ресторан, кабаре, кинотеатр.
Потребность в здравоохранении так же важна, как потребность в пище — не удовлетворив её, гражданин может умереть. Для её удовлетворения надо строить медицинские пункты. Также, если со здоровьем жителей всё совсем плохо, можно запросить гуманитарной помощи и пять лет обходиться без медпунктов.

## Экономика
Основной статьёй расходов является зарплата работников. Доход можно получать из нескольких источников — во-первых, развлечения и жильё на острове платные. Во-вторых, некоторый доход можно получить с рекламы на радиостанциях и телевидении. Кроме того, существенная часть дохода получается благодаря экспорту различных товаров — сырья с ферм и шахт и готовой продукции, производимой на фабриках (где могут работать только образованные рабочие). Важную статью доходов составляют сборы с туристов, как за проживание, так и за различные развлечения, которые они посещают наравне с гражданами (но в отличие от граждан, у туристов есть лимит на траты). Наконец, если имеются хорошие отношения с СССР или США, а также на наличном счету немного денег, эти страны перечисляют в казну гуманитарную помощь.

## Оценки
| Сводный рейтинг | Сводный рейтинг | Сводный рейтинг |
| Издание         | Оценка          | Оценка          |
| Издание         | PC              | Xbox 360        |
| --------------- | --------------- | --------------- |
| GameRankings    | 79,72 %         | 75,58 %         |

На сайте Metacritic игра получила оценку 79 % на платформе PC и 76 % на платформе Xbox 360. Сайт GameSpot дал оценку 8.0 из 10. На российском сайте AG.ru игра получила оценку 81 %: «авторам удалось оживить дух оригинальной игры, переделав её на современный лад».

## Tropico 3: Absolute Power
В марте 2010 года было анонсировано дополнение Tropico 3: Absolute Power. Оно вышло 14 мая 2010 года в мире и 3 сентября 2010 года в России под названием Тропико 3: Абсолютная власть, издатель также Руссобит-М.
В игру была добавлена партия лоялистов, которая будет поддерживать решения правителя. Добавлены новые указы. Появились новые миссии, новые достопримечательности и здания. Немного усовершенствован интерфейс.
Дополнение получило оценку 8 из 10 на сайте Game Zone. Сайт AG.ru поставил дополнению 70 %. Журнал Игромания оценил игру в 6/10.

## Публикации
- Рецензия Tropico 3 от AG.ru
- Рецензия Tropico 3 от gamestar.ru
- Рецензия Tropico 3 от журнала Игромания
- Tropico 3. Интервью с Haemimont Games
- Рецензия Tropico 3 от Internetwars.ru
- Видеообзор Tropico 3 от stopgame.ru
- Рецензия Tropico 3: Absolute Power от AG.ru
- Рецензия Tropico 3: Absolute Power от журнала Игромания